# Thecamoeba rugosa
Thecamoeba rugosa – gatunek eukariotów należący do rzędu
Thecamoebida z supergrupy Amoebozoa.
Trofozoit osiąga długość 60 – 80 μm, szerokość 35 – 50 μm. Ma jedno jądro wielkości 10 μm.
Występuje w Zatoce Meksykańskiej.